# Hôtel Gruère
L'Hôtel Gruère est un hôtel particulier de la ville de Dijon situé dans son secteur sauvegardé.
Sa façade et sa toiture sont inscrites aux monuments historiques depuis 1950.